# Karl August Lossen

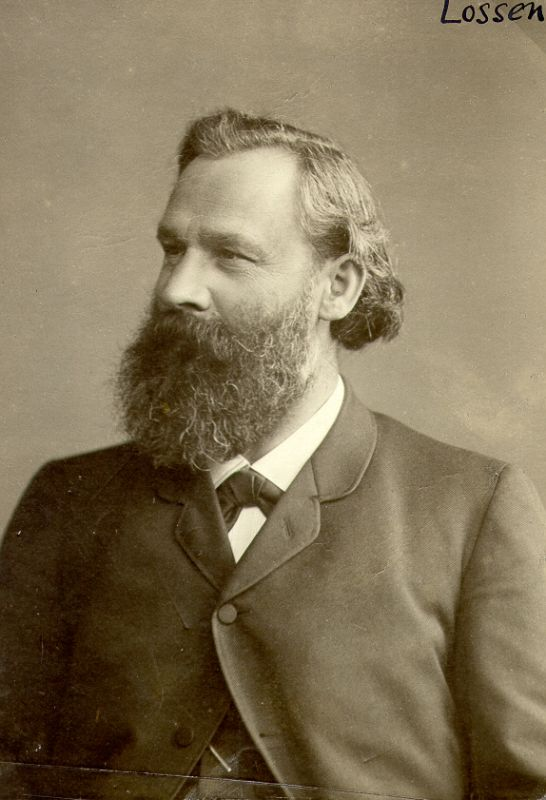
Karl August Lossen

Karl August Lossen (* 5. Januar 1841 in Kreuznach; † 24. Februar 1893 in Berlin) war ein deutscher Geologe.

## Leben
Lossen studierte an der Friedrich-Wilhelms-Universität Berlin, an der Bergakademie Berlin und an der Universität Halle, wo er 1866 mit einem Thema zur Geologie des Taunus promovierte.
Lossen trat 1866 eine Stelle als Geologe an der Preußischen Geologischen Landesanstalt an; von 1873 an war er Königlicher Landesgeologe. Sein wichtigstes Werk ist die geologische („geognostische“) Übersichtskarte des Harzes im Maßstab 1:100 000, die 1877 erstmals gedruckt wurde. Obwohl Lossen in Berlin tätig war, kehrte er immer wieder in den Harz zurück, um die dortigen geologischen Schichten exakt zu kartieren und mehrere grundlegende Publikationen vorzulegen. 27 Jahre lang befasste er sich mit dem geologischen Aufbau des Harzes. Im Jahr 1883 wurde er zum Mitglied der Leopoldina gewählt.
Lossens Bruder war der Chemiker Wilhelm Lossen, beider Nichte die Schauspielerin Lina Lossen.

## Ehrungen
- Lossen-Denkmal in Wernigerode

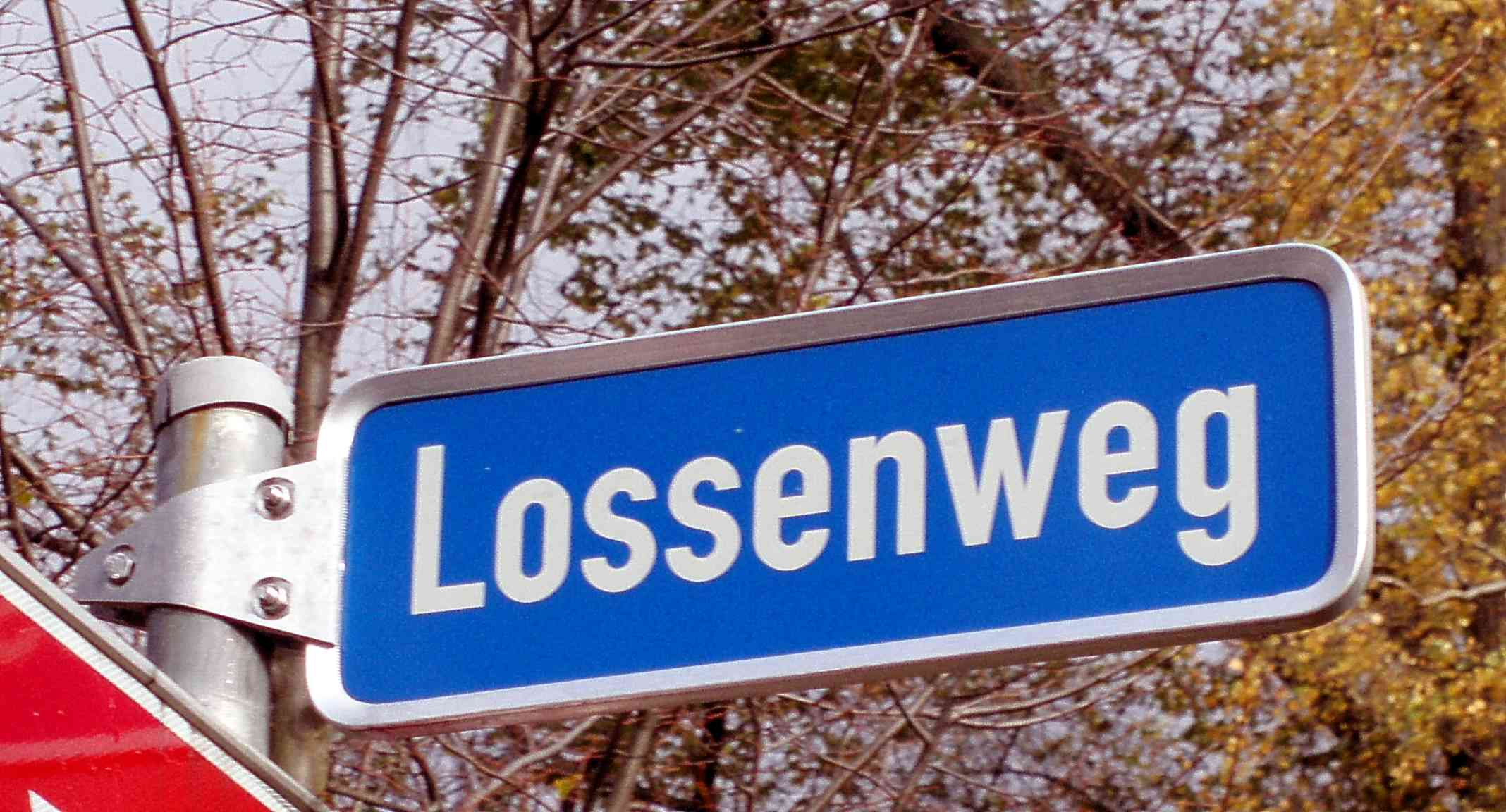
Lossenweg in Wernigerode

- Lossenweg – Straßenbenennung in Wernigerode
- Mineral Lossenit, ein Gemenge aus Skorodit und Beudantit